# ショートヒルズの戦い
ショートヒルズの戦い（英: Battle of Short Hills、またはメタチェン集会所の戦い、英: Battle of Metuchen Meetinghouse）は、アメリカ独立戦争中の1777年6月26日に、ニュージャージーのスコッチプレインズとエジソンで、ウィリアム・アレクサンダー准将（スターリング卿）の指揮する大陸軍と、ウィリアム・ハウ中将の指揮するイギリス軍との間に行われた戦闘である。ショートヒルズという名前は付いているが、現在ミルバーン市の一部になっているショートヒルズで戦闘は行われなかった。
1777年6月半ば、ハウ将軍はニュージャージーの中央部にその軍隊の大半を行軍させ、ジョージ・ワシントン将軍の大陸軍がそれまで陣取っていたワチャング山脈の防御的な陣地からおびき出して、イギリス軍にとって攻撃しやすい状況を作ろうとした。ワシントンがその陣地を離れなかったので、ハウ軍は6月22日にパースアンボイまで後退した。ワシントン軍の前衛部隊にはスターリング卿の部隊が含まれており、これがイギリス軍の動きをつけて行く一方で、ワシントンは主力を陣地のあった丘陵部から動かした。ハウはこの機会を捉えて、6月26日にはワシントン軍をその丘陵部から切り離すために2つの部隊を進軍させた。これらの部隊がスターリング卿の部隊と小競り合いとなり、スコッチプレーンズでの会戦となった。スターリング隊はイギリス軍に比べて無勢だったので後退したが、ワシントンはイギリス軍の動きを警戒しており、この時までに丘陵部に後退していた。

## 背景
1776年3月、ウィリアム・ハウ中将の指揮するイギリス軍は、ワシントン軍がボストン市を見下ろす高台を要塞化し、ボストン市と港を脅かした後で、ボストン市から撤退した。この軍隊にヨーロッパから到着した援軍を加えて増強されたイギリス軍はニューヨーク市占領に動き、ワシントン軍をニュージャージーからも追い出した。1776年末、ワシントンはデラウェア川を渡ってトレントンのドイツ人傭兵駐屯地を急襲し、ニュージャージー大半の支配権を取り戻した。両軍は冬季宿営に入り、冬の間は糧食を求めた小戦闘を繰り返した。
ハウはその冬の間に、第二次大陸会議が拠点としているフィラデルフィアを占領する作戦を立てた。冬の間に続いた小競り合いでニュージャージーに駐屯していた部隊は疲労しており、4月にバウンドブルックにあった大陸軍の前進基地を襲う攻撃ですら完全な成功にはならなかった。ハウはその作戦、すなわちフィラデルフィアに侵攻する意図を多くの者には漏らしていなかった。ワシントンはハウの標的の1つがフィラデルフィアであることは考えたが、正確にはハウの意図が分かっていなかった。5月29日、ワシントンはモリスタウン近くに置いていた冬季宿営地からワチャング山脈のミドルブルックにその軍隊の大半を移動させた。そこからはイギリス軍のフィラデルフィアに向かう動きを観察し、妨害することができるはずだった。
この戦闘に言及する歴史家達は戦闘名を付けることがごく稀である。戦闘は主に現在のエジソンやスコッチプレインズで起こったのだが、「ショートヒルズ」と呼ばれることが多い。別の名前を付ける歴史家もいる。デイビッド・マーティンは「フラットヒルズ」あるいはメタチェン集会所」と呼んでいる。イギリスの連隊史では「ウェストフィールド」と呼んでいる。

## 前哨戦
6月9日、ハウはその軍隊をスタテン島からパースアンボイに移動させ始めた。6月11日、ほぼ全軍がラリタン川沿いの道をニューブランズウィックに進んだ。ワシントンの情報収集部隊は、ハウがデラウェア川を渡るために必要な装備を後方に残しており、フィラデルフィアに向かう可能性は薄いと伝えていた。ワシントンは予防処置としてニュージャージー南部の民兵隊の招集を呼びかけた。6月14日、ハウ軍が再度進軍した。その目的地はサマセット・コートハウス（現在のミルストーン）だった。ハウは明らかにワシントン軍を開けた地形における戦闘におびき出そうとしており、そこに5日間留まった。ワシントンは丘陵部から出て行くことを拒否したので、ハウは6月19日にパースアンボイまでの後退を始め、6月22日にそこに到着して、ニューブランズウィックからは完全に撤退した。

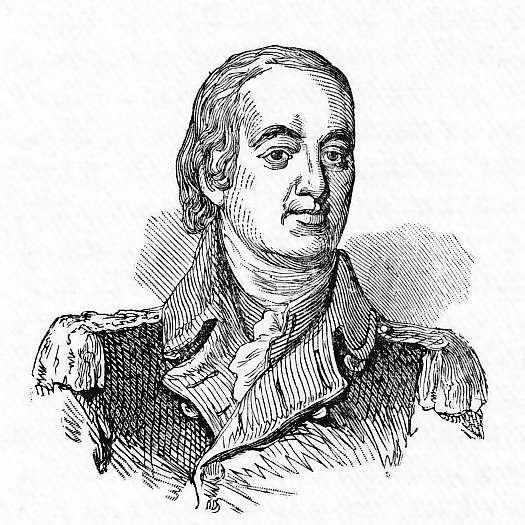
ウィリアム・アレクサンダー准将、ハーパーズ・エンサイクロペディアの版画、1905年制作

ワシントンはハウの仕掛けた罠に落ちることを拒んだ後、後退するイギリス軍を追って、ミドルブルックから山を降りてキブルタウンまで軍隊を移動させ、ウィリアム・アレクサンダー准将の指揮する強力な前衛隊をニューブランズウィックの北にあるスコッチプレインズに送って、その左翼としイギリス軍を攻撃するようにした。スターリング隊は総勢約2,500名であり、ウィリアム・マクスウェルのニュージャージー旅団と、トマス・コンウェイのペンシルベニア旅団、ダニエル・モーガンのライフル銃隊およびオッテンドルフ部隊で構成されていた。マクスウェル旅団は第1から第4のニュージャージー大陸軍連隊とオリバー・スペンサーの追加連隊で構成され、コンウェイ旅団は第3、第6、第9および第12のペンシルベニア連隊で構成された。オッテンドルフ部隊はその主たる徴兵者であるドイツ人傭兵オッテンドルフ男爵ニコラス・ディートリヒの名前を採って付けられた部隊だったが、オッテンドルフが1777年5月に突然軍隊を去った後はフランス軍人シャルル・アルマンに指揮が与えられていた。
ハウはワシントン軍の移動を逆手に取り、スターリング卿の陣地に急襲を掛けさせた。これはスターリング隊を壊滅させてワシントン軍のミドルブルックへの退路を遮断し、比較的開けた地形で大陸軍に会戦を挑む意図があった。4月26日午前1時、ハウはパースアンボイから2部隊を出動させた。第1の部隊はチャールズ・コーンウォリス中将の指揮でドイツ人兵猟兵の数個中隊、ドイツ兵擲弾兵3個大隊とイギリス兵擲弾兵1個大隊、ドイツ兵猟騎兵隊と第16軽竜騎兵連隊からの竜騎兵隊、近衛旅団の1個大隊、およびロイヤリストの植民地部隊であるクィーンズ・レンジャーズで構成された。第2の部隊はジョン・ボーン少将の指揮で、ハウ将軍もこれに同行することとした。この部隊はヘッセン＝カッセルとアンスバッハ＝バイロイトの猟兵中隊とイギリス軽歩兵および擲弾兵の大隊で構成された。

## 戦闘

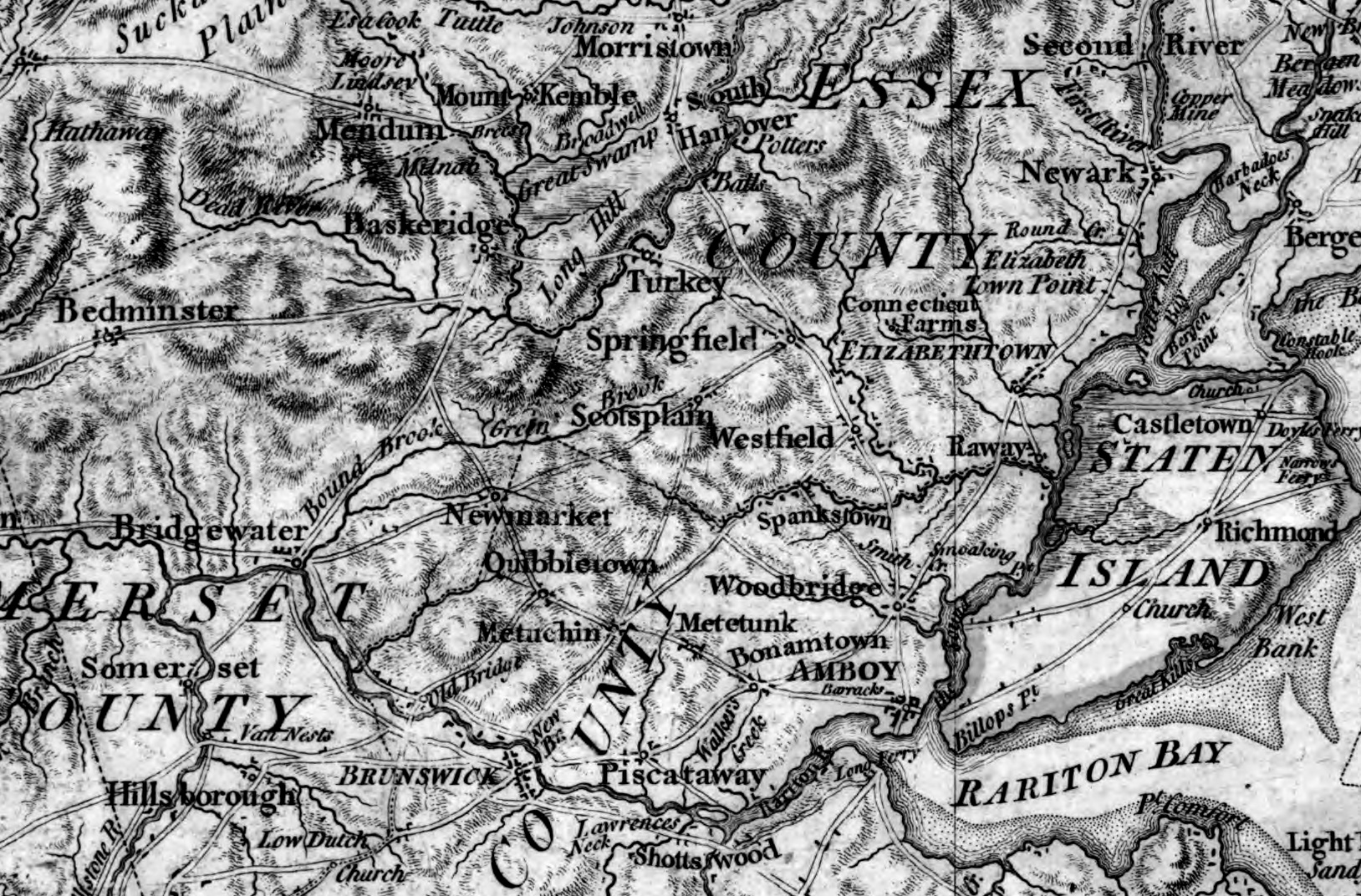
1777年の地域図、戦闘は地図の中央下"Metuchin"とその北西"Westfield"と書かれた地点の間で起こった

コーンウォリス将軍の部隊はウッドブリッジに向けて、ボーンの部隊はボナムトンに向けて進軍した。2つの部隊はショートヒルズ地域をほぼ平行に走る道を移動し、スターリングの前衛部隊と衝突してからは走りながらの小戦闘がはじまった。大陸軍は後退しながら低木の茂みからイギリス軍に発砲した。後退する大陸軍はイギリス軍をアッシュスワンプとスコッチプレインズの地域に誘導した。そこにはスターリングが防御陣地を供えさせていた。イギリス軍の激しい砲撃に遭い、さらにその勢力が勝っていたので、スターリングはそこを死守する覚悟でいたものの、さらに後方のウェストフィールドの方向に後退させられた。このとき、イギリス軍はその日の過酷な暑さに悩まされていたので追跡を止め、スターリングはミドルブルックの基地に向かって秩序正しく後退することができた。伝令がワシントンにハウ軍の接近を知らせたので、ワシントン軍は丘陵部のより安全な位置に用心深く後退することになった。その日遅く、ハウがワシントン軍の前線を視察するために到着し、そこがあまりに強固なので攻撃できないと判断した。スターリング隊が抵抗したことで、ワシントン軍がより安全な位置に後退する時間が作られた可能性があり、この戦闘は戦術的にはイギリス軍の勝利だが、戦略的に大陸軍の勝利と考えられている。イギリス軍はその夜をウェストフィールドで過ごし、翌朝パースアンボイの基地に戻り、さらに6月30日にはニュージャージーから完全に撤退した。7月半ば、ハウはその軍の大半を輸送船団に乗船させフィラデルフィアに向けて出港したが、ワシントンはその目的地が分からなかった。
ウェストフィールドには、コーンウォリス将軍と、地元で大陸軍のためにパンを焼いていた住民"アーント・ベティ"・フリーズの出逢いについて逸話が残されている。フリーズが「私は愛情ではなく恐怖でこれを渡す」と言ってコーンウォリスにパンを差し出したとき、コーンウォリスはその申し出を丁重に断り、「私の部下には1斤なりとも触らせません」と応えた。

## 損失

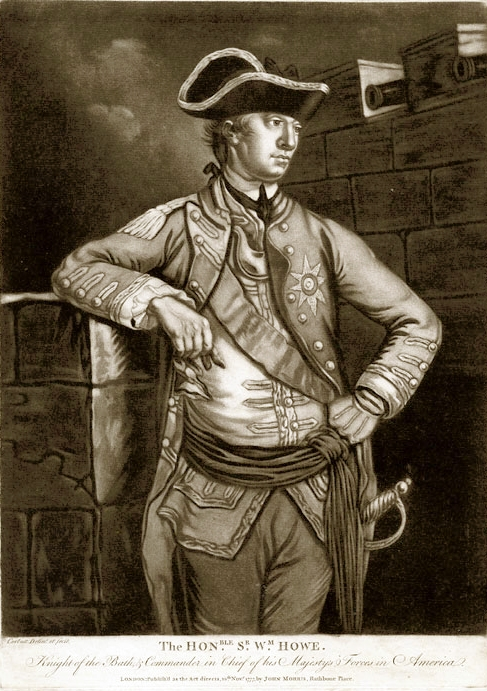
イギリス軍の総司令官ウィリアム・ハウ中将

イギリス軍のある士官が、イギリス兵とドイツ兵の損失を戦死5名、負傷30名と記した。士官の中では近衛軽歩兵連隊のジョン・フィンチ名誉大尉だけが戦死した。フィンチは攻撃の先端に立っており、ある時点でスターリング卿に「さあ来い、反逆者め、目にもの見せてくれるわ！」と叫んだ。スターリングの反応は4名の狙撃兵にフィンチへの集中銃撃を指示したことだった。フィンチは間もなく負傷し、その時の傷が因で3日後に死んだ。
大陸軍の損失は全く分かっていない。イギリス軍は大陸軍の戦死、負傷合わせて100名と主張し、両軍とも大陸軍が大砲3門を失ったことと70名が捕まえられたことを認めた。スターリング隊の前衛だったオッテンドルフ部隊は最も損失が大きく、80名中32名が戦死あるいは捕虜となった。ニュージャージー第2連隊指揮官のイズラエル・シュリーブ大佐は1777年7月6日に、マクスウェルの旅団が「12名戦死、約20名負傷、多くが捕虜」と記していた。またその日誌には「わが軍は20ないし30名が負傷...3、4名を除き軽傷」とも記した。ニュージャージー第2連隊ではエフレイム・アンダーソン大尉が戦死、ジェイムズ・ローリー大尉が捕虜と2人の士官の損失が記録されている。